# X 3800
De X 3800, ook wel Picasso genoemd, is een dieseltreinstel die tussen 1950 en 1988 reizigers vervoerde op het Franse spoorwegnet. De trein had als opvallendste kenmerk dat de bestuurders cabine boven de motor was geplaatst waardoor deze boven de rest van het rijtuig uitstak. Dit soort treinen deed vooral dienst op secundaire lijnen als stoptrein.